# Crisanto Luque Sánchez

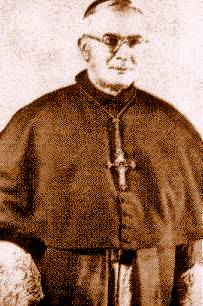
Crisanto Kardinal Luque Sánchez

Kardinalswappen von Crisanto Luque Sánchez

Crisanto Kardinal Luque Sánchez (* 1. Februar 1889 in Tenjo, Kolumbien; † 7. Mai 1959 in Bogotá) war Erzbischof von Bogotá.

## Leben
Crisanto Luque Sánchez erhielt seine philosophische und theologische Ausbildung im Priesterseminar von Bogotá. Er empfing am 28. Oktober 1916 das Sakrament der Priesterweihe und arbeitete anschließend als Seelsorger in der Erzdiözese Bogotá. Papst Pius XI. ernannte ihn 1931 zum Titularbischof von Croae und Weihbischof im Bistum Tunja. Die Bischofsweihe spendete ihm der später zum Kardinal ernannte Apostolische Nuntius in Kolumbien Paolo Giobbe; Mitkonsekratoren waren José Ignacio López Umana, Bischof von Garzón, und Luis Adriano Díaz, Bischof von Cali. 1932 wurde Sánchez Apostolischer Administrator von Tunja.
Papst Pius XII. ernannte ihn 1950 zum Erzbischof von Bogotá. Seit diesem Zeitpunkt übernahm er auch das Amt des Militärbischofs von Kolumbien. 1953 nahm ihn Pius XII. als Kardinalpriester mit der Titelkirche Santi Cosma e Damiano in das Kardinalskollegium auf. Crisanto Luque Sánchez vertrat den Papst als Legat bei verschiedenen Feierlichkeiten in Südamerika und nahm am Konklave des Jahres 1958 teil, das Papst Johannes XXIII. wählte.
Crisanto Kardinal Luque Sánchez starb am 7. Mai 1959 in Bogotá und wurde in der dortigen Kathedrale beigesetzt.